# Haddy Jallow
Haddy Jallow (* 14. Oktober 1985) ist eine aus Gambia stammende schwedische Schauspielerin. 

## Biografie
Jallow wurde 1985 in Gambia geboren. Ihre Mutter heiratete einen Schweden und holte ihre Tochter im Alter von acht Jahren nach. Sie wuchs mit zwei jüngeren Brüdern zuerst im Stockholmer Stadtteil Rinkeby, später im Vorort Skogås auf. Laut eigenen Aussagen sei sie im Kindesalter wegen ihrer dunklen Hautfarbe von Mitschülern diskriminiert worden. Sie widmete sich in der Schule dem Theaterspiel und stand erstmals im Alter von 15 Jahren in einer Nebenrolle in Daniel Fridells Fernsehserie En klass för sig vor der Kamera.
Drei Jahre später bot Fridell Jallow die Hauptrolle in seinem Spielfilm Säg att du älskar mig (2006; internationaler englischsprachiger Titel: Say That You Love me) an. In dem Drama schlüpfte sie in die Rolle der fünfzehnjährigen Fatou, die von zwei Klassenkameraden vergewaltigt wird. Fatou verschweigt dies. Ihre erste Kinorolle machte die Laiendarstellerin einem breiten schwedischen Publikum bekannt. 2007 wurde sie mit dem wichtigsten schwedischen Filmpreis, dem Guldbagge, als Beste Hauptdarstellerin preisgekrönt und setzte sich bei der Verleihung unter anderem gegen so bekannte Schauspielerinnen wie Amanda Ooms (Sök) durch.
Trotz des anfänglichen Erfolges erhielt Jallow keine weiteren Rollenangebote und eröffnete 2007 mit ihrer Mutter ein Bekleidungsgeschäft. Sie lebt im Stockholmer Stadtteil Aspudden.

## Filmografie
- 2001: En klass för sig (Fernsehserie)
- 2006: Säg att du älskar mig